# Première circonscription de Tehulderie
La première circonscription de Tehulderie est une des 135 circonscriptions législatives de l'État fédéré Amhara, elle se situe dans la Zone Sud Wollo. Son représentant actuel est Eshetu Ayele Abay.